# Marthe Louise Vogt
Marthe Louise Vogt (Berlino, 8 settembre 1903 – La Jolla, 9 settembre 2003) è stata una neuroscienziata tedesca con cittadinanza inglese, ricordata principalmente per i suoi importanti contributi alla comprensione del ruolo dei neurotrasmettitori nel cervello, in particolare l'epinefrina.

## Biografia
Marthe Vogt era la maggiore di due figlie di Oskar Vogt e Cécile Vogt-Mugnier, (danese-tedesco lui e francese-tedesca lei), entrambi medici e ricercatori cerebrali (leader in neuroanatomia). Nel 1903, i suoi genitori lavorarono nel laboratorio di neurobiologia dell'Università Friedrich Wilhelm di Berlino, (in seguito divenne l'Università Humboldt), che fu diretta da Oskar Vogt e che nel 1914 fu assorbita dall'Istituto Kaiser Wilhelm per la ricerca sul cervello di Berlino-Buch, che in seguito divenne l'Istituto Max Planck per la ricerca sul cervello di Francoforte sul Meno, sempre diretto da Oskar Vogt. Marthe era la sorella maggiore di Marguerite, che era un'eminente scienziata nella ricerca sul cancro e nella virologia presso l'Istituto Salk per gli studi biologici.
Dopo il diploma di scuola superiore nel 1922, Marthe Vogt iniziò a studiare medicina e chimica alla Friedrich-Wilhelms-Universität zu Berlin. Tra i suoi insegnanti ci furono Wilhelm Schlenk e Friedrich Adolf Paneth, che la influenzarono a usare la chimica per affrontare questioni mediche.
Dopo aver completato gli studi di medicina nel 1927 e un anno di pratica, che trascorse in parti uguali in ospedale e nel laboratorio di suo padre, conseguì il dottorato in medicina il 9 maggio 1928. Dopo due anni nel laboratorio Carl Neuberg dell'Istituto Kaiser Wilhelm di Biochimica, conseguì il dottorato in chimica il 27 settembre 1929 con una tesi sul metabolismo dei carboidrati e poi divenne assistente all'Istituto Farmacologico di Berlino sotto la guida di Paul Trendelenburg. Lì incontrò Edith Bülbring e Wilhelm Feldberg, incontrò anche il figlio di Paul Trendelenburg, Ullrich, che divenne suo amico per tutta la vita. Qui Vogt apprese l'endocrinologia e utilizzò tecniche sperimentali nell'analisi farmacologica. Dopo la morte prematura di Trendelenburg,  nel 1931 fu nominata a soli 28 anni capo della divisione chimica presso il Kaiser Wilhelm Institut für Hirnforschung ("Scienza del cervello"). Il suo lavoro si concentrò sul sistema nervoso centrale e sugli effetti di vari farmaci sul cervello. La posizione anti-nazionalsocialista di Oskar Vogt portò al suo licenziamento da parte del ministro del Reich per la scienza, l'arte e l'educazione nazionale, Bernhard Rust.
Vogt e altri scienziati tedeschi (tra cui Edith Bulbring), decisero che trasferirsi in Gran Bretagna. Così nel 1935 anche Marthe, che condivideva le idee del padre, si recò con una borsa di studio Rockefeller in Inghilterra. Vogt entrò a far parte della British Pharmacological Society e iniziò a lavorare con Sir Henry Hallet Dale presso il National Institute for Medical Research di Hampstead, vicino a Londra. Vogt fu coautore di un articolo con Dale e Wilhelm Feldberg, anche lui borsista Rockefeller dopo essere stato allontanato dall'Università di Berlino in quanto ebreo: "Rilascio di acetilcolina alle terminazioni nervose motorie volontarie" nel 1936.  Quell'anno Sir Henry Dale fu insignito del Premio Nobel per la Medicina sulla base del lavoro descritto in quell'articolo, e accreditò Feldberg e Vogt nel suo intervento. 
Alla fine del 1935 Marthe Vogt iniziò a lavorare a Cambridge sulla relazione tra pressione sanguigna e sostanze del rene ischemico con il professor E.B. Varney, grazie a sovvenzioni dalla Royal Society. L'anno successivo le fu anche assegnata l'Alfred Yarrow Research Fellowship del Girton College. Nel 1938 le fu conferito un dottorato onorario da Cambridge, dove era una dimostratrice in farmacologia e fisiologia.
La politica della seconda guerra mondiale minacciò la sua carriera. La sua nazionalità tedesca portò a un'indagine dei servizi segreti britannici nel 1940, che la classificarono come una straniera nemica. Fu portata davanti a un tribunale che ne decretò l'immediato internamento. Tuttavia, i colleghi e gli amici di Vogt si unirono in suo aiuto e fu accolto un appello, liberandola per continuare il suo lavoro a Cambridge. Vogt rimase a Cambridge per cinque anni, lavorando su argomenti di ipertensione e funzione delle ghiandole surrenali. 
Nel 1946, John Henry Gaddum del Dipartimento di Farmacologia di Edimburgo le diede la possibilità di fondare un proprio gruppo di ricerca. Nel 1947, divenne docente e successivamente lettrice di farmacologia all'Università di Edimburgo, dove continuò a lavorare sulle sostanze trasmettitrici, pubblicando ricerche sulla serotonina e la reserpina. Nel 1947 ricevette anche la cittadinanza britannica.  Nel 1948, Vogt pubblicò un lavoro fondamentale con William Feldberg: "Sintesi dell'acetilcolina in diverse regioni del sistema nervoso centrale". L'articolo fornisce le prime prove del ruolo dell'acetilcolina come neurotrasmettitore e ha dimostrato la distribuzione regionale dei sistemi colinergici nel cervello.
È stata visiting professor alla Columbia University di New York nel 1949. Nei successivi trent'anni, Vogt avrebbe diviso il suo tempo tra Cambridge, Londra ed Edimburgo. Nel 1960 tornò a Cambridge ancora una volta per dirigere l'Unità di Farmacologia presso il Babraham Institute, andando in pensione nel 1968. 
Rimase attiva anche in pensione fino a quando il deterioramento della vista la spinse a trasferirsi da sua sorella Marguerite a La Jolla, in California, nel 1990.
Morì il 9 settembre 2003 in California, il giorno dopo il suo centesimo compleanno.

## La ricerca
Marthe Vogt fu una neurofarmacologa. Nel 1936, durante il suo periodo a Hampstead, dimostrò, insieme a Dale e Feldberg, che l'acetilcolina non è solo un neurotrasmettitore nel sistema nervoso autonomo, come era noto dai tempi di Otto Loewi, ma anche il neurotrasmettitore dei motoneuroni del muscolo scheletrico. Dale ricevette il Premio Nobel per la Medicina nel 1936, insieme a Loewi,  mentre Marthe Vogt lavorava per lui. Entrambi sono stati premiati per le loro scoperte sui neurotrasmettitori.
Nel 1954 Marthe Vogt fu l'unica autrice a dimostrare a Edimburgo che le catecolamine noradrenalina e adrenalina nel cervello non sono solo neurotrasmettitori nella parete dei vasi sanguigni cerebrali, ma neurotrasmettitori nei neuroni del cervello stesso. Con l'acetilcolina, la noradrenalina e l'adrenalina sono state le prime sostanze trasmettitrici del cervello mai identificate.
Senza le scoperte di Marthe Vogt, ad esempio, gli effetti dei miorilassanti e dei farmaci psicotropi non sarebbero spiegabili. Anche gli studi sui disturbi dei neurotrasmettitori nella schizofrenia o nella depressione grave si basano su questa scoperta.

## Premi e onorificenze
- 1952 - Membro della Royal Society britannica
- 1970 - Membro a vita del Girton College di Cambridge
- 1971 - Membro onorario della British Pharmacological Society
- 1974 - Membro onorario della Società di Fisiologia
- 1974 - Membro onorario dell'Accademia Reale Belga di Medicina (Académie royale de Médecine de Belgique)
- 1974 - Dottorato onorario dall'Università di Edimburgo[2]
- 1974 - Targa Schmiedeberg della Società Tedesca di Farmacologia e Tossicologia Sperimentale e Clinica (DGPT)
- 1976 - Membro onorario della Società Tedesca di Fisiologia
- 1977 - Membro onorario dell'Accademia Americana delle Arti e delle Scienze[9]
- 1981 -  Membro onorario della Royal Society of Medicine (RSM)
- 1981 - Membro onorario dell'Accademia ungherese delle scienze.
- 1981 - Medaglia Reale (The Queen's Medal) della Royal Society Britannica
- 1983 - Medaglia d'oro Wellcome della British Pharmacological Society
- 1983 - Dottorato onorario dall'Università di Cambridge[2]
- 1983 - Membro onorario della British Association for Psychopharmacology

Dal 2001 il Forschungsverbund Berlin assegna ogni anno il premio Marthe Vogt per giovani scienziate.